# ベートーヴェン・ハウス
ベートーヴェン・ハウス（ドイツ語: Beethoven-Haus）は、ドイツ、ボンにある記念史跡、博物館、多種多様な目的に資する文化施設。ベートーヴェン・ハウス協会が1889年に設立、作曲家のルートヴィヒ・ヴァン・ベートーヴェンの生涯と作品に関する研究を行っている。
ベートーヴェン・ハウスの目玉はボンガッセ20にあるベートーヴェンの生家であり、この建物は博物館となっている。隣接する施設群（ボンガッセ18、24、26）は研究センター（ベートーヴェン・アーカイヴ）として資料、蔵書を管理し、出版を行うとともに室内楽用の音楽ホールも備えている。世界中の音楽愛好家や専門家が会して意見交換することができる。運営資金はベートーヴェン・ハウス協会、及び公的資金によってまかなわれている。

## ボンガッセの建物

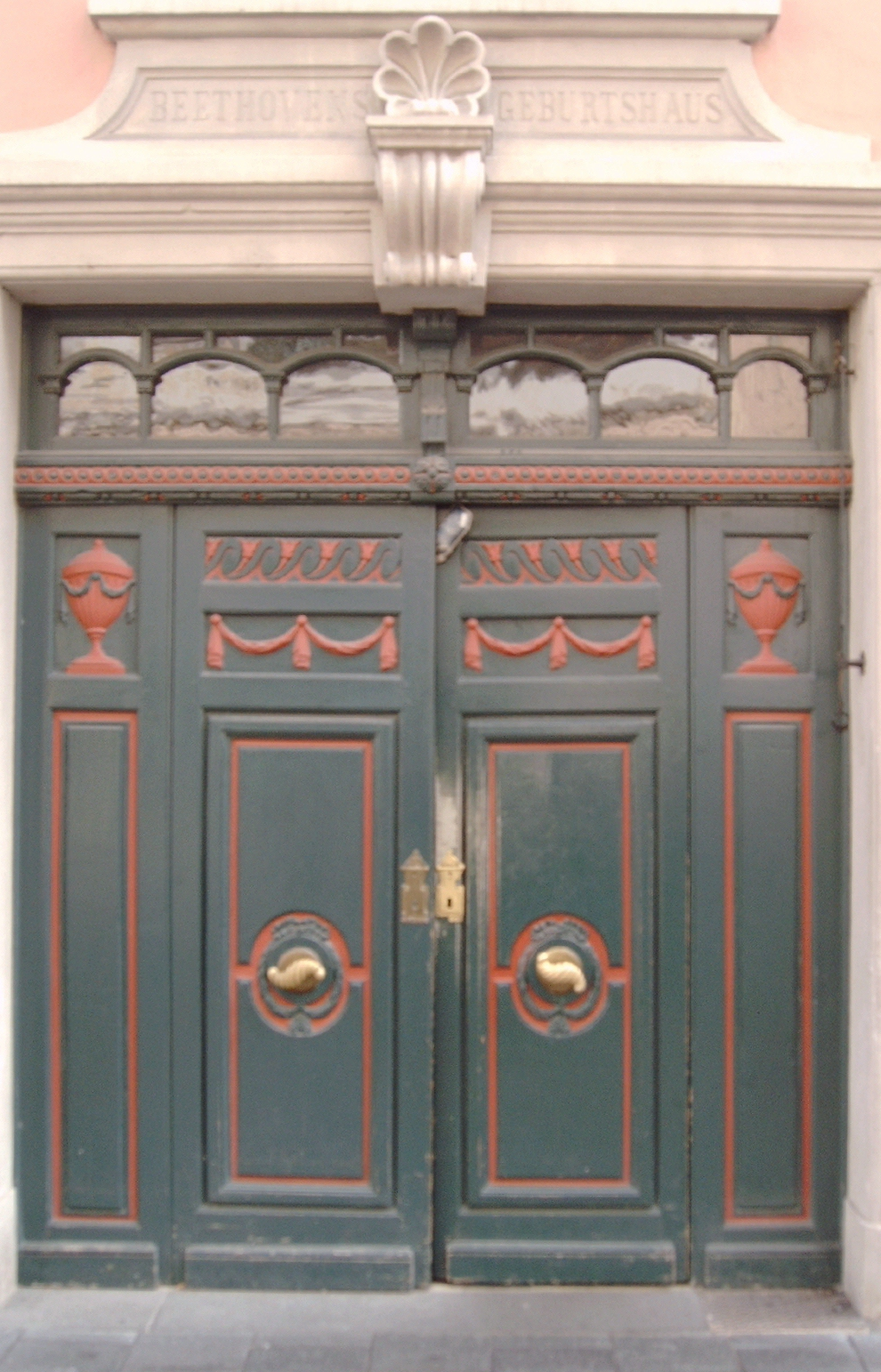
ボンガッセ20の正門

### 歴史

#### 正門
バロック調の石造りを基調としたボンガッセ20（以前の番地は515）の建物は1700年頃の古い地下室のアーチ天井の上部に建てられている。選帝侯時代の建築としては現存する数少ないもののひとつである。当時は宮廷に仕える者が好むような、城、市場を備えた市役所そしてライン川の堤防に囲まれた街の中央に位置していた。今日ではボン・ベートーヴェン・ホールと歌劇場に近い観光地となっている。19世紀前半、背後にやや小ぶりな木造の家が建てられた。
1836年に正面扉が拡張され門扉へと改装された。1840年頃になると施設の後部がベートーヴェンの生誕地であると、彼の友人で医師のフランツ・ゲルハルト・ヴェーゲラー及びカール・モーリッツ・クナイゼルによって明らかにされた。教師であったクナイゼルは1873年にその1階にレストランを開店し、ベートーヴェンの生家（Beethoven's Geburtshaus）と名付けた。1887年には庭にビアハウスとコンサートホールが建てられる。1888年に食料雑貨商が施設を購入するも翌年には手放してしまう。1889年に創設されたベートーヴェン・ハウス協会が保存の役割を担うことになり、施設は解体を免れた。それ以降の年月をかけて改装、改築を行い施設は記念史跡へと変貌を遂げた。その時点では建屋の大半は18世紀後半そのままの姿で残されていた。広さを要する展示室を残すために中心となる建物の間取りは変更され、協会の事務所、図書室と管理人の居室が設けられた。ベートーヴェンの住居に手を加えるような変更は階段と正面の建屋へ抜ける通路のみにとどめられた。中庭は格子垣や砂石による装飾を施され、ビアホールは庭園に置き換えられた。この形が現在まで続いている。
ベートーヴェンの生誕地を当時の環境のままとどめて建物を保存するべく、協会は1893年に近所にあった22番の家屋を購入、防火壁を整備した後再び売りに出した。1907年に18番の家屋「"Im Mohren"」を購入したのは土地の拡張のためであった。当初は賃貸住宅として使用されていたが、1927年になると新たに創設されたベートーヴェン・アーカイヴがそこに移された。1930年代中頃に両建物で大改修が行われた。
ベートーヴェン・ハウスは2つの大戦をほぼ無傷で切り抜けた。第二次世界大戦時には上級役員でその後に協会の議長となったテオドール・ヴィルデマンが、地方学芸員として収蔵品をジーゲンの地下シェルターに持ち込み、確実に戦火を逃れるようにした。1944年10月18日にボン中心部を襲った空襲では、ベートーヴェンの生家の屋根に焼夷弾が投下された。管理人のハインリヒ・ハッセルバッハ、ヴィルデマン、そしてライン国立博物館から来たフランツ・ラーデマッハーにより、弾頭が炸裂するという悲劇は回避された。ハッセルバッハとヴィルデマンはドイツ連邦共和国功労勲章を授与されている.。受けた損傷は1950年代初頭に修復が行われた。1960年代終盤になり3度目の改修が実施されている。4度目となる基礎的な改修は1994年から1996年に行われ、ベートーヴェン・ハウスは1998年にドイツの施設として始めてヨーロッパ・ノストラの文化遺産として表彰を受けた。
2003年1月、ドイツポストはベートーヴェン・ハウスをデザインした切手を発行した。この切手は普通切手シリーズ「"Sights"」の中の1枚である。

#### ベートーヴェン一家の住居
1767年、宮廷歌手だったヨハン・ヴァン・ベートーヴェン（1740年-1792年）はマリア・マグダレーナ・ケフェリヒ（1746年-1787年）と結婚し、コブレンツからボンガッセ20にある家屋の庭先に移り住んだ。ヨハンの父、楽隊長のルートヴィヒ・ヴァン・ベートーヴェン（1712年-1773年）がその家屋から斜向かいに位置する住居に移り住んできた。正面の建物には宮廷音楽家のフィリップ・ザーロモンとその一家が暮らしていた。フィリップの息子であるヨハン・ペーターは後年フランツ・ヨーゼフ・ハイドンの友人となり、ベートーヴェンにも大きな影響を与えることになる。ベートーヴェン邸の1階には台所と地下室を備えた多目的室があり、2階には小ぢんまりした部屋が2部屋、家族用の大きめの部屋がひとつあった。作曲家のベートーヴェンは1770年12月16日もしくは17日、屋根裏部屋のひとつで生まれたものと考えられている。1770年12月17日、かつての聖レミジウス教会で洗礼を受けた。名付け親は著名な楽隊長で、歌手やワイン商人でもあった同名の祖父ルートヴィヒ・ヴァン・ベートーヴェンであり、名前はこの祖父にちなんで付けられたものであった。受洗の祝いは隣家の「"Im Mohren"」で行われたが、ここは名親のアンナ・ゲルトルート・バウム（旧姓ミュラー）の住居であった。一家は急速に拡大したが、７人生まれた子どものうち成人できたのは3人だけであった。ルートヴィヒ、カスパール・アントン・カール（1774年-1815年）とニコラウス・ヨハン（1776年-1848年）である。
1774年頃、ベートーヴェン一家はラインガッセ24番にパン屋のフィッシャーが所有していたツム・ヴァルフィッシュの家に引っ越した。ここはベートーヴェンの父と祖父がかつて住んだこともある邸宅であった。一家は宮廷勤めで生計を立てており、1784年からは若いベートーヴェンも宮廷管弦楽団に加わった。父と息子は宮廷に仕える貴族へ音楽のレッスンも行っていた。こうした年月の間に貴族や中産階級との交友関係が構築されていく。そうした中には宮廷顧問の未亡人フォン・ブロイニングとその子どものステファン、クリストフ、エレオノーレ、ローレンツ、そしてヴァイオリニストのフラン・アントン・リースの一家、またフランツ・ゲルハルト・ヴェーゲラーなどがいた。こうした交友関係の多くは生涯にわたって続くことになるもので、学校で過ごした数年間よりもベートーヴェンに多くの影響を与えることになる。1785年にベートーヴェン一家はヴェンゲルガッセ25に転居する。一家が暮らした住居の中で、今日までその姿をとどめるのはボンガッセのもののみとなっている。

## 博物館
博物館が開館したのは1893年5月10日で、第2回室内楽音楽祭の最中であった。数度にわたって拡張されている。今日ではベートーヴェン・ハウスに納められるベートーヴェンに関する収蔵品は世界一の規模を誇る。

### 建築
博物館は、ベートーヴェンが生後の数年を過ごした正面の建物と、庭へ通じる別館の2つの建物から成っている。かつて両館は連絡されていなかったが、博物館として整備された際に連結された。18世紀の傾いた建物の中の天井の低いだだっ広い部屋の数々、後ろの建物に取り付けられたきしむ階段、木製の床は当時の住まいの印象を今に伝えている。

### 常設展示
20世紀のうちに、常設展示は数回にわたって変更された。当初は生家と物品の復元展示に主眼が置かれていた。最後に部屋と展示が一新された1995年/1996年以降は、訪れる人に施設が所有するコレクションから150の展示品を見て往時を追体験する機会を提供するという構想となった。肖像画、自筆原稿、楽譜、楽器、生活用品によりベートーヴェンの暮らしと作品へ想いを馳せることができる。

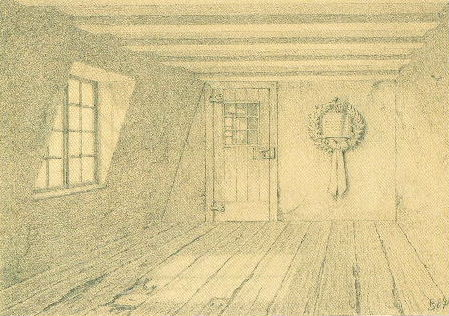
ベートーヴェンが生まれた部屋。ライナー・バイセル画（1889年）

#### 生家で暮らした時代の記録の展示
生地には1792年までのボンでの記録が残されている。展示品には聖レミジウス教会の洗礼記録、ベートーヴェンが1778年にケルンで行った最初の公開演奏を告知するポスター、1783年以降の最初期に出版された作品群、ベートーヴェンの祖父の肖像画などがある。ベートーヴェンの雇い主だった選帝侯マクシミリアン・フリードリヒ・フォン・ケーニヒゼック＝ローテンフェルス、選帝侯マクシミリアン・フランツ・フォン・エスターライヒらの肖像画、並びに彼が使用したヴィオラはベートーヴェンのボンの宮廷楽団での活動を伝えている。館を繋ぐ部屋に展示されているのはかつて聖レミジウス教会に設置されていたオルガンの演奏台であり、これはベートーヴェンが10歳になるまで日常的に演奏していた楽器であった。演奏台は改築された1904年にベートーヴェン・ハウスへと寄贈されたことで、オルガン本体とは異なり第二次世界大戦で失われることはなかった。ジルハウエッテとフォン・ブロイニング一家の肖像画、エレオノーレ・フォン・ブロイニングからベートーヴェンに贈られた挨拶状、フランツ・ゲルハルト・ヴェーゲラーやクリスティアン・ゴットロープ・ネーフェの肖像はベートーヴェンの人間的な成長、音楽の習得に最も大きな影響のあった人物を描いている。ウィーンへの旅立ちはフェルディナント・フォン・ヴァルトシュタイン伯爵の記述がベートーヴェンの記録に登場することに象徴される。ヴァルトシュタインはベートーヴェンがウィーンにおいてハイドンからレッスンを受けるに際して「ハイドンの手からモーツァルトの精神を受け取るように」とはなむけの言葉を贈ったのであった。

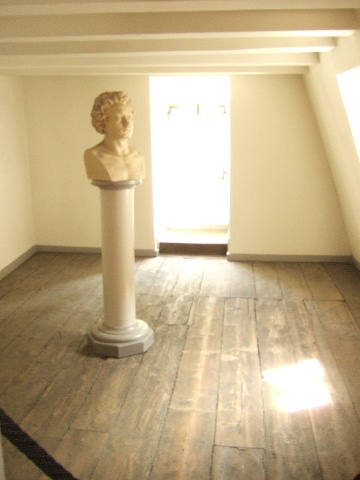
出生の部屋には、現在ヨーゼフ・ダンハウザー製作のベートーヴェンの胸像が置かれている。（石膏 1827年）

#### 正面建屋でのウィーン時代の展示
正面の建物はウィーン時代に所縁の品々を展示している。12の展示室ではピアニスト兼作曲家として出発した初期年月、そして傑作の数々に関する展示が行われている。主な展示は、ベートーヴェンが師事したハイドン、アルブレヒツベルガー、サリエリの肖像画、リヒノフスキー公爵から贈られた弦楽四重奏の楽器、ベートーヴェンが使用した最後の楽器となったコンラート・グラーフ製のピアノ、そして作品選集である。様々な年齢で制作されたベートーヴェンの肖像には、フランツ・クライン(Franz Klein: 1779-1840）による有名な胸像、ヨーゼフ・ダンハウザーのリトグラフ「死の床にあるベートーヴェン」、ベートーヴェンの外見を留めるデスマスクがある。フランツ・クサファー・シュテーバーが水彩で描いた1827年3月29日の葬列からは、生前のベートーヴェンがいかに知られて尊敬を集めていたかが窺われる。ベートーヴェンを襲った聴力の問題は、耳トランペットと会話相手が言わんとすることを筆記した筆談帳に示される。書簡、メモ書き、同時代の楽器及び日用品はベートーヴェンの人となり、日々の生活、交友関係、ライフスタイルに関する資料である。別室がチューリッヒの医師で蒐集家のハンス・コンラート・ボドマーの遺志によりベートーヴェン・ハウスに寄付された、彼の850点以上に及ぶコレクションにあてがわれている。残りの2部屋は毎年ほぼ3回行われる特別展に使用可能となっている。1階には講義室と演奏室が備えられており、予約して講義や歴史的ピアノによるコンサートを催すことが出来る。

### 特別展

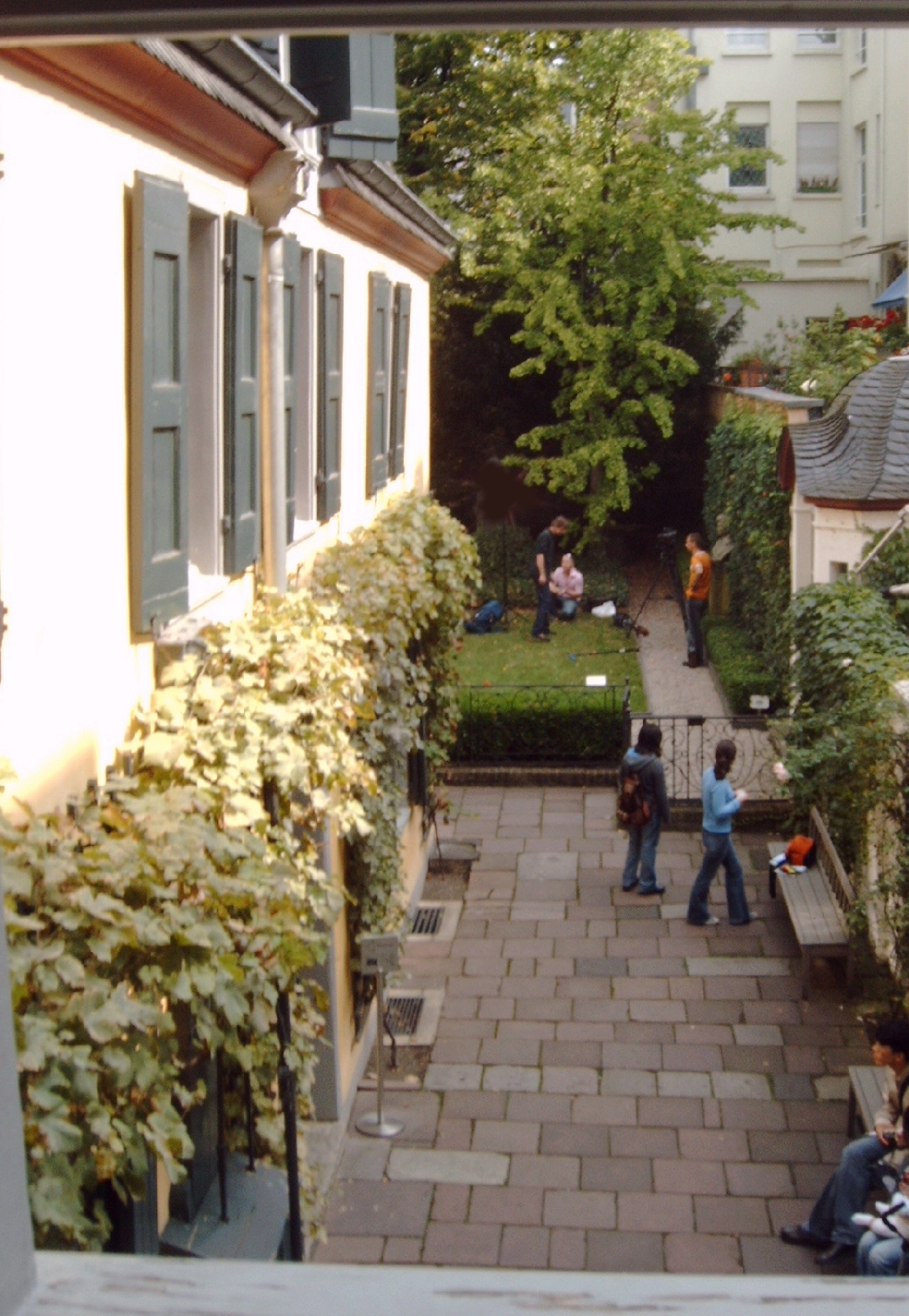
2階から中庭を望む。

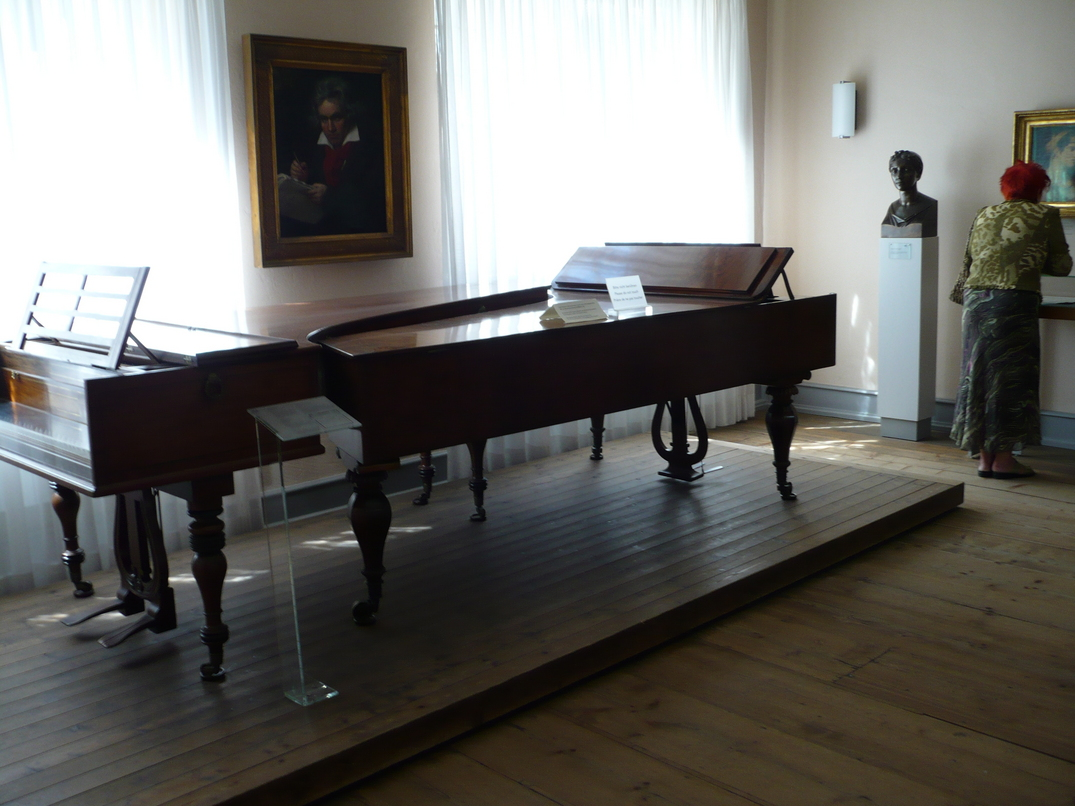
ベートーヴェンの楽器の一部。トーマス・ブロードウッドのフォルテピアノ（手前）。コンラート・グラーフのフォルテピアノ（奥）。

博物館は年に数回、常設展とは別にテーマを決めて特別展を開催している。そうした催しは近い時期に購入した収蔵品や記念日にちなむことが多い。1998年には新たに加えられたヴェーゲラーのコレクションが展示された。ボドマー蒐集の入手50周年を祝う回顧展も開催されており、2010年には『ディアベリ変奏曲』の自筆譜が一般展示された。
収蔵品や貸与品を用いて同時代の人々を「生き返らせる」こともある。ベートーヴェンの師であるクリスティアン・ゴットロープ・ネーフェ（1999年）、ピアノ製造会社を営んでいたシュトライヒャー（1999年）、出版社のブライトコプフ・ウント・ヘルテル（2007年）、詩人ヨハン・ヴォルフガング・フォン・ゲーテ（1999年）、画家のモーリッツ・フォン・シュヴィント（2004/2005年）などである。さらに著名なベートーヴェン学者も独立した展示会で取り上げられる。外交官でベートーヴェンの伝記作家であるアレグザンダー・ウィーロック・セイヤーは1911年のベートーヴェンの伝記最終巻出版100周年を記念して2010年に、マックス・ウンガーは2000年に取り上げられた。ヨハネス・ブラームス（1997年）、リヒャルト・シュトラウス（2002年）、パウル・ヒンデミット（2009年）といった音楽家、オーギュスト・ロダンの弟子であるナオウム・アロンソン（2003年）、ヨーゼフ・ボイス（2005年）によるベートーヴェン作品の評価も特別展の題材となっている。マスター・コースのテーマ（2011年：ベートーヴェンの「弦楽四重奏曲」、2012年：「ピアノソナタ」）や会議の議題（2011年：ベートーヴェンの「献呈」）も一般向けの展示となった。
この数年はボン・ベートーヴェン音楽祭を伴った展示が行われている。2009年に掲げられたモットーは「音楽の力 "Die Macht der Musik"」であり、日本の板東俘虜収容所でドイツ人収容者向けに行われたベートーヴェンの演奏に関連した劇場公演や演奏会が行われた。2010年は「開かれた方へ "Ins Offene"」と題して、ベートーヴェンが開かれた方へと冒険した室内楽作品に焦点が当てられた。一部の特別展はベートーヴェン・ハウスのウェブサイトにアーカイヴ化されており、半永久的にアクセス可能となっている。

### 中庭
中庭にはベートーヴェンの胸像コレクションがあり、古い物は20世紀初頭に制作された作品である。

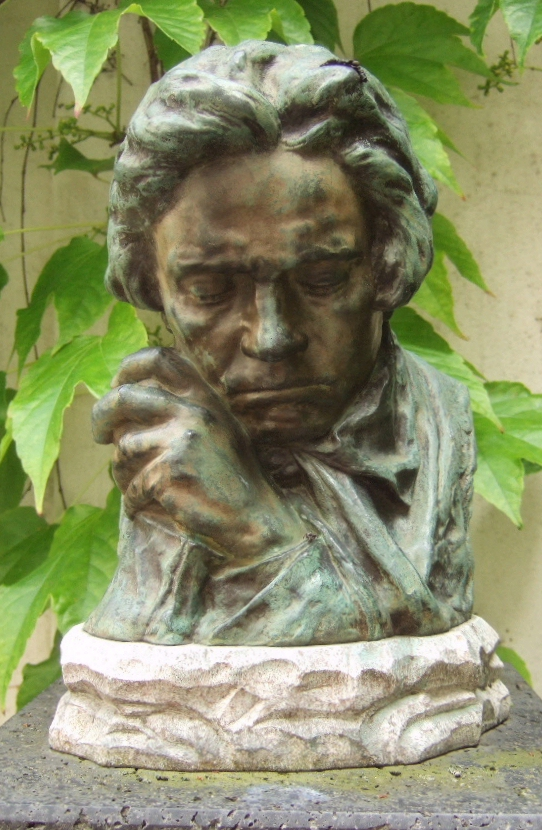
ピエール＝フェリクス・マッソー（1902年）
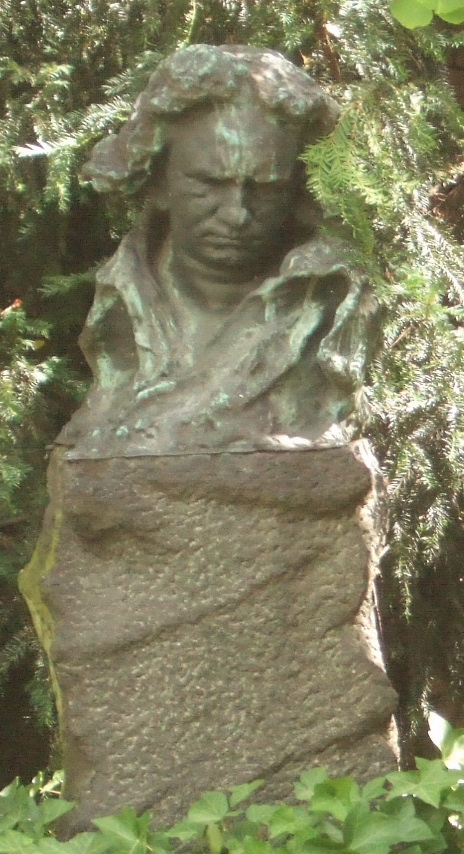
ナオウム・アロンソン（英語版） （1905年）
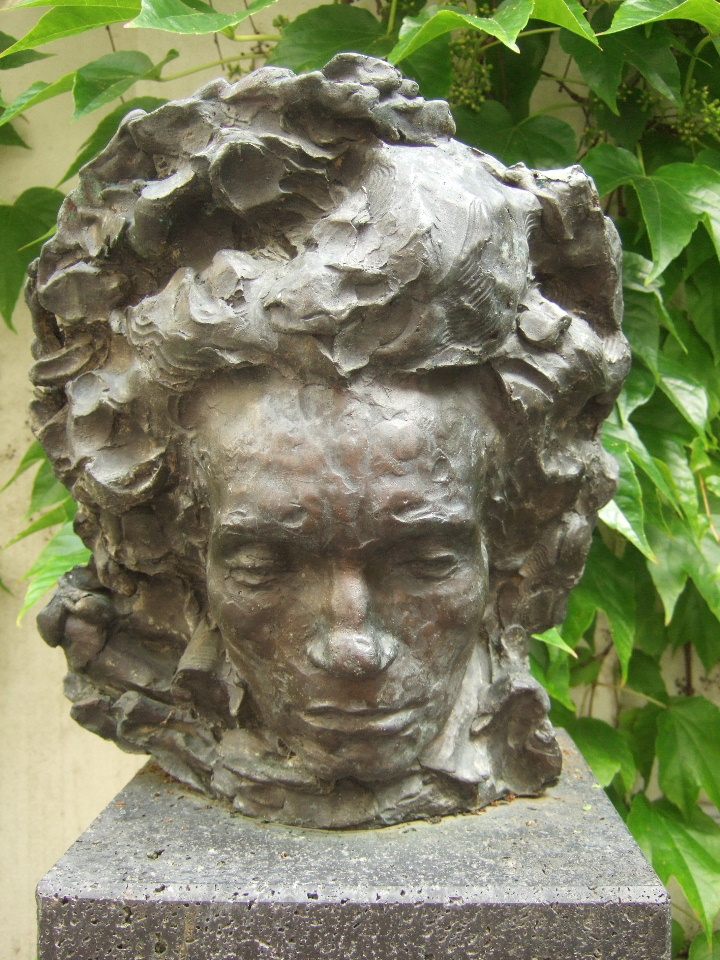
Fernando Cian （20世紀最初の四半世紀）
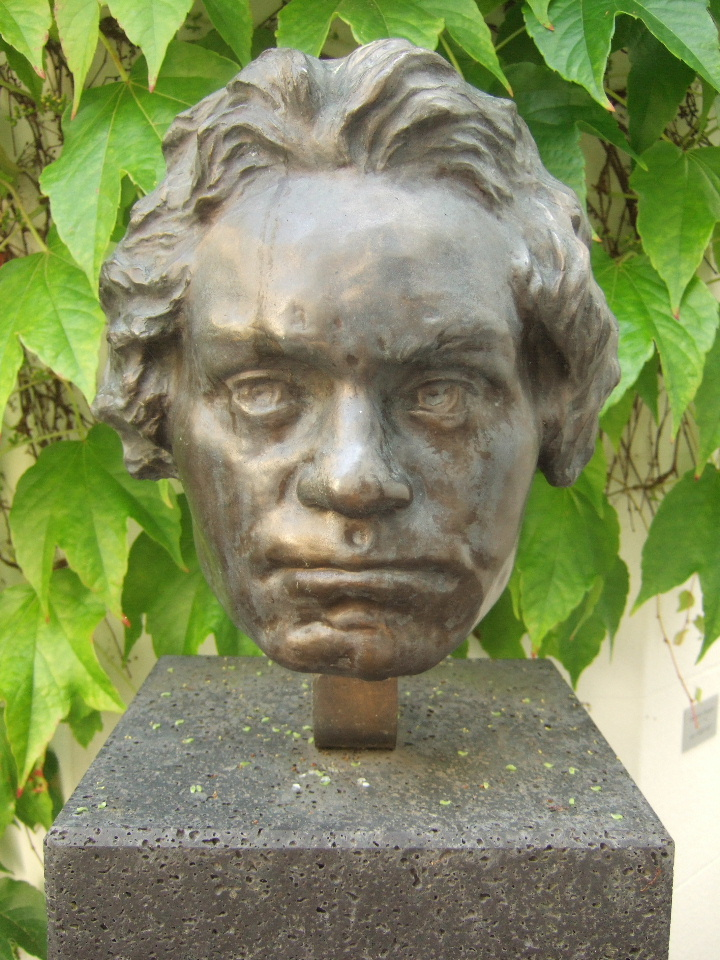
ヴィルヘルム・ヒュースゲン（ドイツ語版） （1927年/1929年）
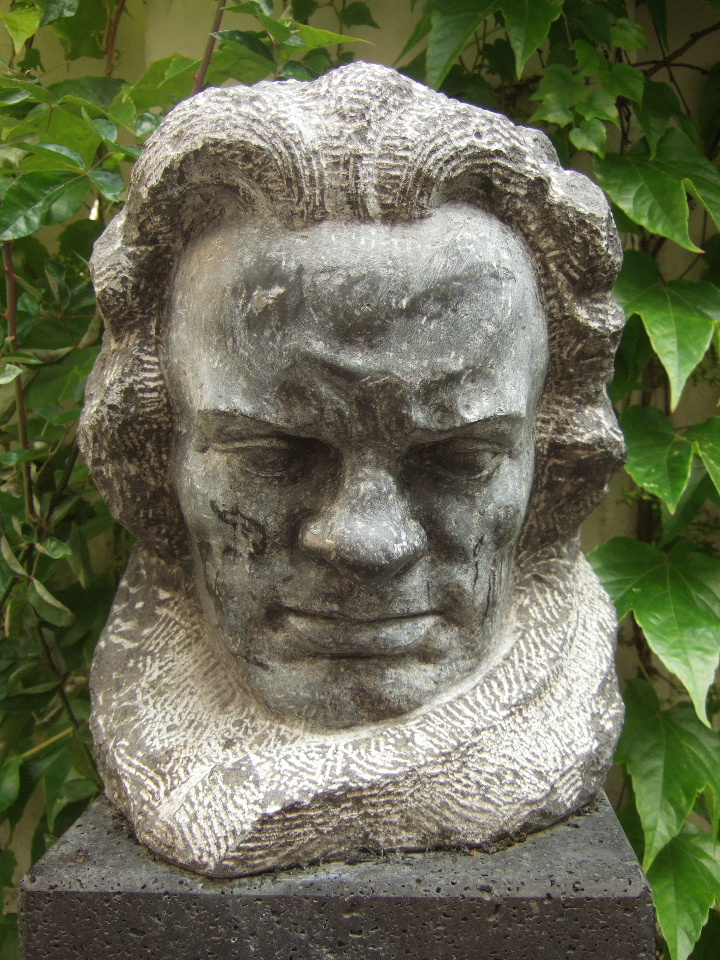
エドゥアルト・メルツ （1945年/1946年）
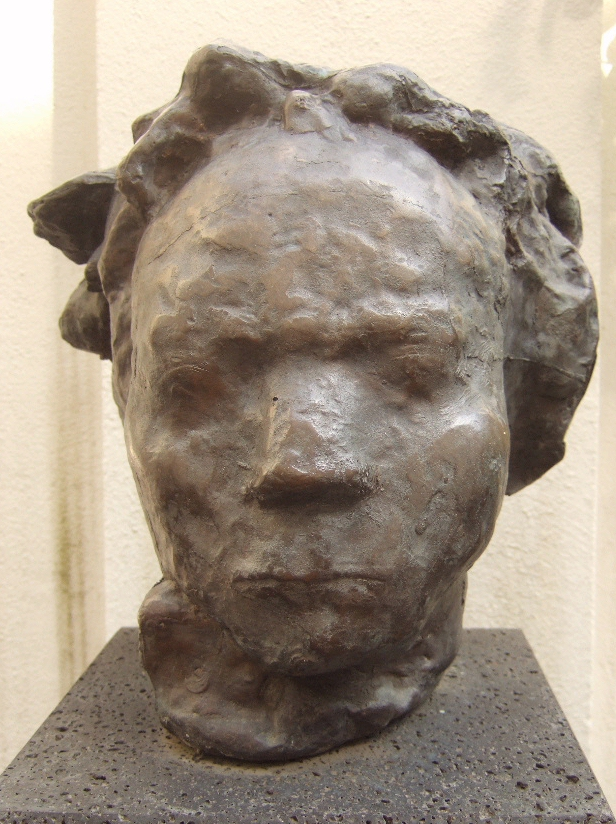
Lewon Konstantinowitsch Lasarew （1981年）

## デジタル・ベートーヴェン・ハウス
隣接する建物の１階に入居するデジタル・コレクションのためのスタジオには6,000点を超える文書が電子化されて収められている。来館者は作品の自筆譜や初版、手紙、写真を閲覧可能で、中には音にして聴くことができるものもある。ウィーンでベートーヴェンが暮らしたアパートをデジタル再構築によって再現したものも体験可能である。手紙類の投函も受け付けている。地下の音楽可視化舞台ではオペラ『フィデリオ』の舞台の様子や6つのバガテル（Op.126）をコンピュータで作り上げた3D環境で展示している。

## ウェブサイト
2004年よりベートーヴェン・ハウスは独自のウェブサイトを立ち上げ、訪問者が博物館、演奏会の情報を入手し、チケットを申し込めるよう便宜を図っている。博物館、室内楽ホール、並びに図書館は仮想的に訪問可能である。それ以外にもデジタル・アーカイヴには2011年現在で6,000点を超える自筆譜、書簡、初版、初期稿、写真などの資料が電子化されて収められている。訪問者は研究トピック、新事実、及び出版部が出した出版物を閲覧可能である。ウェブサイトの構想とデザインについて、ベートーヴェン・ハウスは2005年の第17回コーポレート・メディア・コンペティションにおいて「Master of Excellence」を受賞した。

## 室内楽ホール

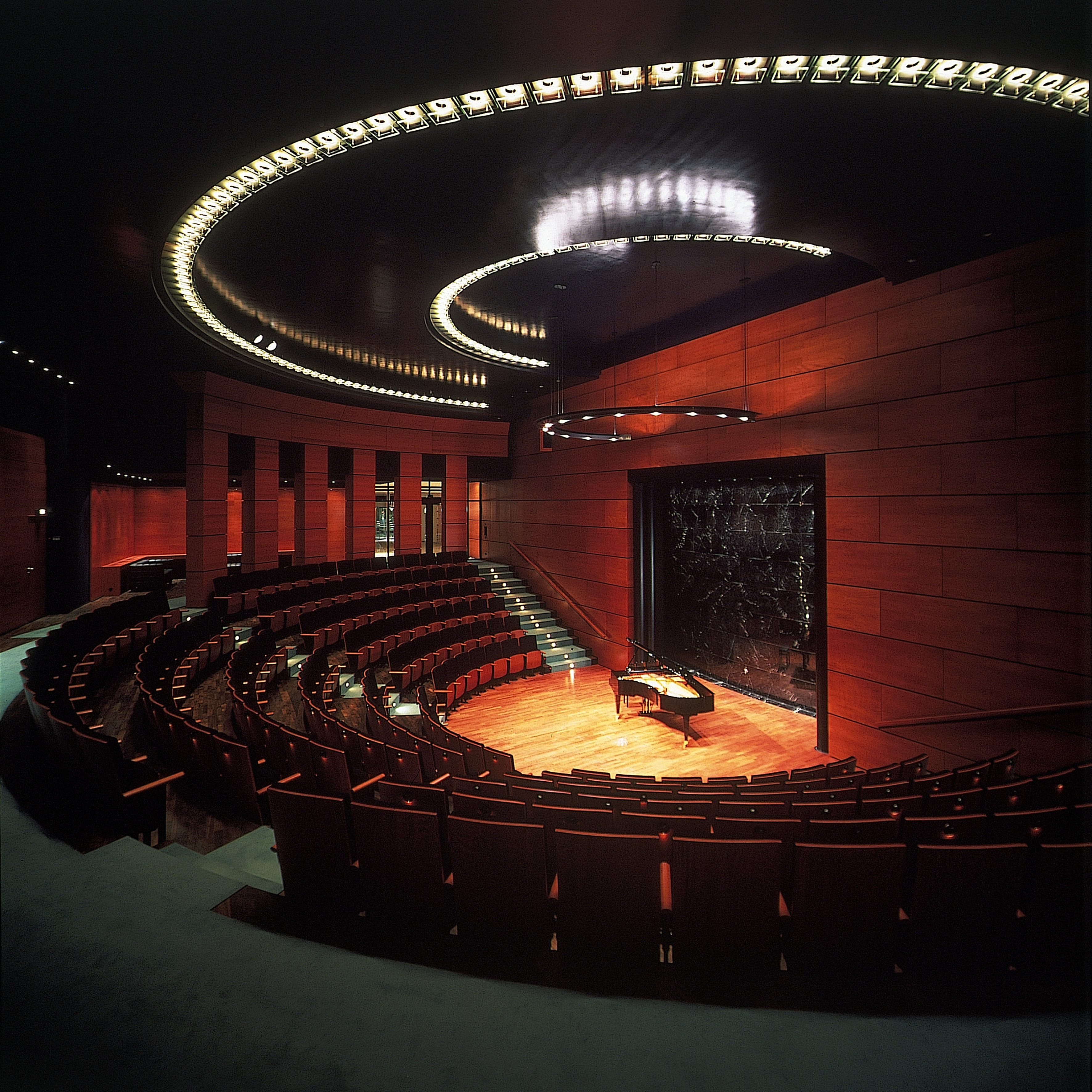
室内楽ホール。

音楽史に関係する研究の目的とは別に、ベートーヴェン・ハウス協会は所有する施設を用いて室内音楽祭と演奏会を催してきた。協会創設100年となった1989年には、ベートーヴェンの生家に隣接する建屋内に新しい室内楽ホールがオープンした。名称はかつての議長で、ホールの建設を開始して助力を惜しまなかったヘルマン・ヨーゼフ・アプスにちなんで名づけられている。半円型の円形劇場の伝統に則るかたちで199席を備える。建築家のトーマス・ファン・デン・ファレンティンとクラウス・ミュラーはこの功績により数々の賞を受賞した。ベートーヴェン・ハウスの他の施設同様、室内楽ホールは演奏会の開催に適しており、演奏会、会議その他のイベント用に予約可能である。

## 演奏会と催し

### コンサート・シリーズ
室内楽ホールでは年間40回程度の催しが開かれており、著名なアンサンブル、独奏者をはじめ駆け出しの若い音楽家による室内楽演奏が古楽的、現代的奏法の両面から行われている。歴史的楽器を用いた演奏会ではベートーヴェンが生きた時代を感じさせる。現代のジャズは即興や霊感を与え、ファミリー・コンサート並びに小学生向けのイベントでは親子に等しくクラシック音楽を学ぶ機会を提供する。また、テーマに沿ったシリーズと座談会において来場者は作曲家に出会い、音楽の時代分類や文化的出来事を知ることが出来る。部門長はプログラムと美術監督を担う。

### 若手スタッフ養成
教育者としてのベートーヴェンの例に倣い、ベートーヴェン・ハウスでは2007年より学生と若い音楽学者向けに研究に特化したプログラムを儲けており、ベートーヴェンに関する研究トピックから選択した主題を取り扱っている。2006年にはクルト・マズアが若い音楽家の養成という目的を掲げてマスター・クラスを開設した。当初は指揮者クラスのみであったが、2010年には室内アンサンブルクラスも開講となり、公開講座を通して若い音楽家が著名演奏家の下でベートーヴェン作品を学び演奏している。さらに、受講生は関連する自筆譜に触れることが可能で、ベートーヴェン・ハウスの職員について文献学、音楽史、演奏技術を学び、またベートーヴェン作品の解釈について助言を得ることができる。

### 音楽、博物館教育サービス
ベートーヴェン・ハウスが提供する博物館での子ども向けのガイド付きツアー、休日のワークショップ、午後の活動は、子どもや若者への普及を図るものである。楽器を演奏する子どもたちは年に数回室内楽ホールに集まり、ベートーヴェン作品とその演奏解釈を学ぶ。他にも子ども向けの演奏会や小学校向けの多様な教育的企画がある。毎年約1000人の小学生が「舞台コンサート授業（szenischen Schulkonzerte）」に出席する。ドイツの文化財団 Kulturstiftung der Länderが主催する2011年の「Kinder zum Olymp!」大会では、ベートーヴェン・ハウスを扱ったある小学校の企画が最終選考で賞を獲得し、「Kooperation. Konkret 2011」でも同企画が最優秀賞を受賞した。2007年の「Hello Beethoven」では、子ども向けのウェブサイトが開設された。サイトにはベートーヴェンの家族、友人、学校での成績、日々の仕事、病、当時の社会的、政治的状況などの情報が掲載されている。ドイツ中央政治的学校教育機関（Bundeszentrale für politische Bildung für Schule und Unterricht）は同サイトを推奨している。

## 研究活動
会則に著されている通り、ベートーヴェン・ハウスは以下の目的を満たすことになっている：ベートーヴェン及びその文化環境に関連する自筆譜、絵画、初版、初期版、出版物の収集と保全。研究プロジェクト、出版、会議という方法を用いたベートーヴェン研究の促進。展覧会並びに博物館に関連する行事、出版物の刊行と配布、ベートーヴェン作品の録音の取りまとめ。音楽演奏への援助並びにベートーヴェンを扱う研究センター、他施設との国際的協調の促進。

### ベートーヴェン・コレクション

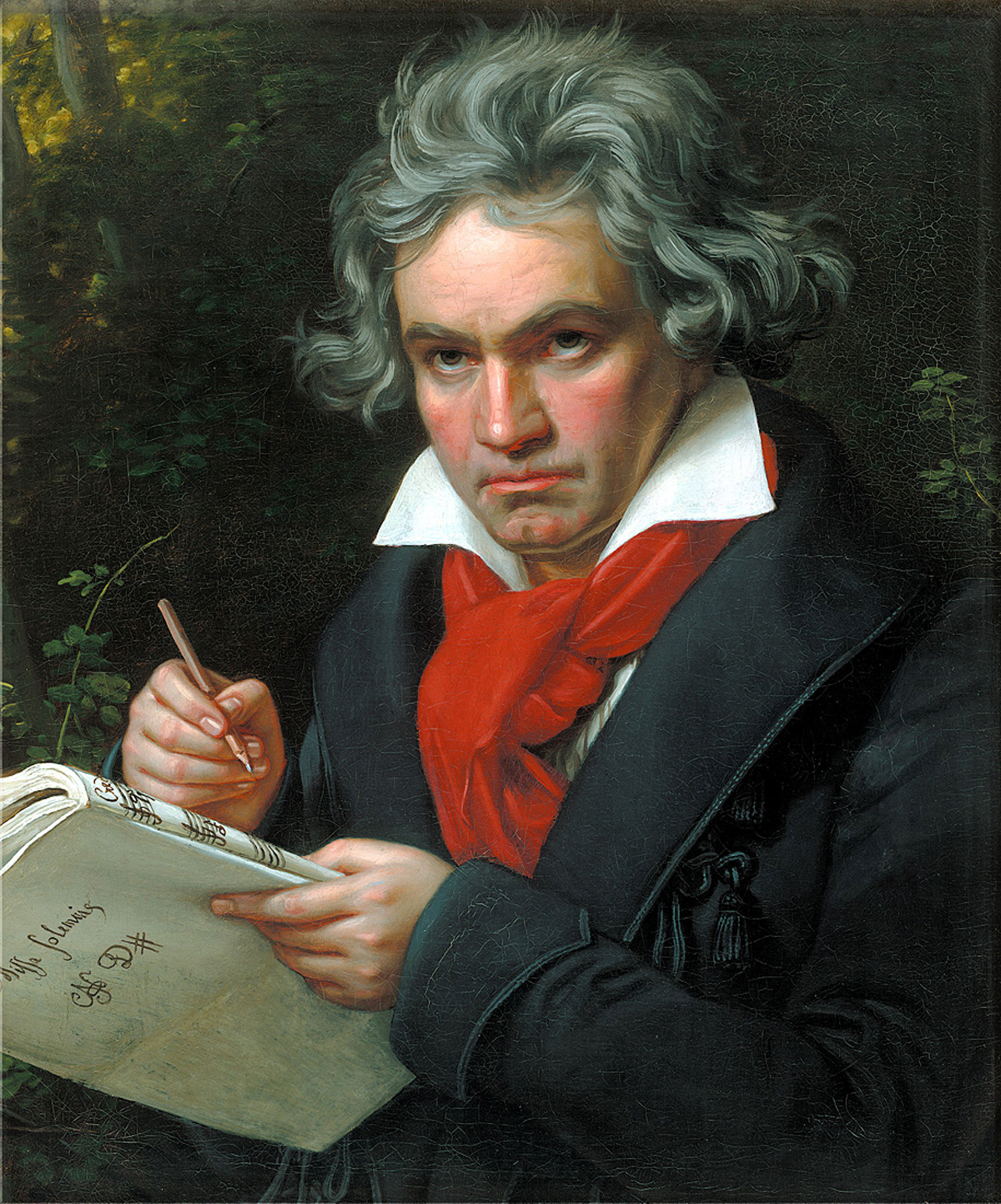
『ミサ・ソレムニス』の原稿を手にしたベートーヴェンの肖像。ヨーゼフ・カール・シュティーラー画。

ベートーヴェン・ハウスの業務の中で、最も歴史が長いのはベートーヴェンに関する文献収集である。120年の年月をかけて、ベートーヴェン・ハウスは最大かつ最も多岐にわたるベートーヴェン関連の収蔵品を蓄えてきた。自筆原稿は1,000点以上を数え、ベートーヴェンが注釈を入れた楽曲の印刷譜、楽器、記念品、日常の生活用品も収められる。美術コレクションには3,000点を超える絵画、図版、写真、彫刻が収められ、中でも有名なヨーゼフ・カール・シュティーラー画の作品（1820年）をはじめベートーヴェンの真の姿と考えられている肖像画の4分の3を収蔵している。個人、公共財団、パトロンからの寄贈もしくは永久貸与により、コレクションの数は増加し続けている。近年追加された最大の物品は2005年に購入された『ミサ・ソレムニス』（Op.123）の彫版工による写譜、そして2009年12月に購入された『ディアベリ変奏曲』（Op.120）の自筆原稿である。新建屋の空理管理の行き届いた博物館に適した保管室において、貴重な品物は適切に保管されている。博物館では月ごとに収蔵品の展示を行っている。

### ベートーヴェン・アーカイヴ

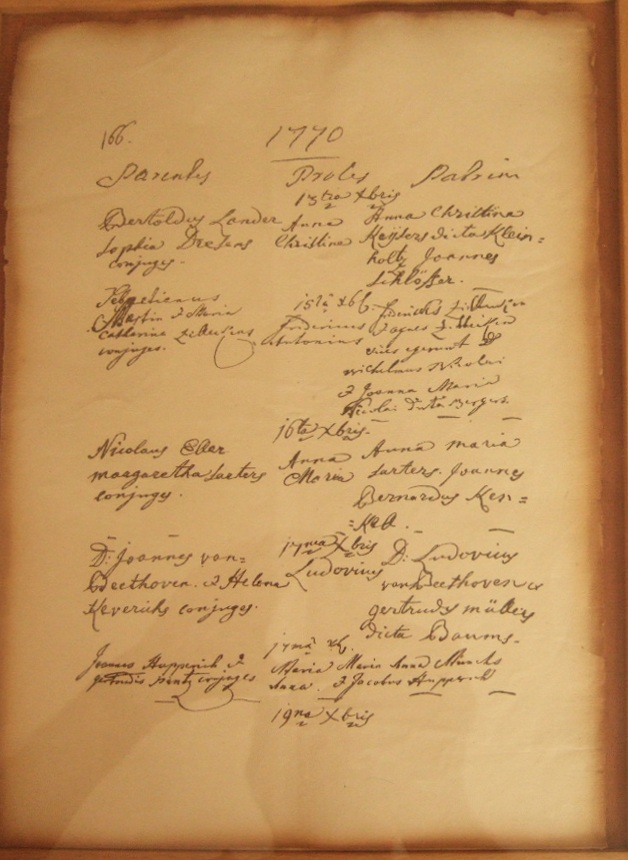
聖レミジウス教会に伝わるベートーヴェンの洗礼記録。「1770年12月17日 ルドヴィクス・ヴァン・ベートーヴェン（Ludovicus van Beethoven）」と書かれている。

生家に隣接する建物群にはベートーヴェン・アーカイヴ、すなわち施設の研究部門が入居している。ベートーヴェンの没後100年となる1927年3月26日に、ベートーヴェン・ハウス所属の財団として設立された。当初、独立の管理体制を取りボン大学と近い関係にあった。ボンの音楽学者であるルートヴィヒ・シーダーマイアーが創始者および設立メンバーであり、1945年まで理事長を務めた。後任のヨーゼフ・シュミット＝ゲルクの在任期間は1945年から1972年まで、その後1976年までの暫定理事長という形でギュンター・マッセンカイルが1972年から1974年まで任に当たった。この3人は皆、音楽学の講義では講師を務めた。1976年から理事長の座に就いたのはマルティン・シュテーヘリンで、これは彼がゲッティンゲン大学へ移るまで続いた。1984年に引き継いだのはジークハルト・ブランデンブルクであり、1988年からはベートーヴェン・ハウス内の新たな理事長職としても部門長を務めた。2003年から2006年はエルンスト・ヘルトリヒがベートーヴェン・アーカイヴの責任者であった。彼はまた1990年以降は作品全集プロジェクトの指揮を執り、1998年からはベートーヴェン・ハウス出版部の長も務めた。2007年1月1日からはベルンハルト・R・アッペルがアーカイヴと出版部の代表である。
ベートーヴェン・アーカイヴの目的は主としてベートーヴェンの生涯、作品、そして文化的環境の中核となることである。この目的の達成のためには網羅的な蔵書を構築し、またベートーヴェン作品の初版全て、研究目的で原本の代わりとするに適した自筆譜の写真版が必要である。ベートーヴェンの生涯と作品に関連するとされる証明書の全てのファクシミリによって、またベートーヴェンの芸術と時代の研究材料として必要となるあらゆるコレクションがこうした文書を補完してきた。ベートーヴェン研究のハブとしてのアーカイヴは芸術一般への関心からも有用なものであると思われる。収蔵品は現在までに200以上の図書館やアーカイヴから寄せられた11,000点を超える自筆譜、楽譜、書簡、文書、印刷物、その他資料となっている。これが文献学研究と編集のための基礎をなしている。また、ベートーヴェン・アーカイヴの職員は定期的に会議やセミナーなどベートーヴェン研究にまつわる内外の行事に参加している。

### 図書館
アーカイヴの収蔵品はベートーヴェン・ハウス図書館の文献、楽譜のコレクションによっても補われる。1927年にこのコレクションはアーカイヴの一部に組み入れられたものの、自筆譜のコレクションはベートーヴェン・ハウス協会の所有として残された。図書館は主としてベートーヴェン・ハウスに文献を提供することによって研究図書館として機能している。また低い割合ではあるが、専有情報を集めたアーカイヴ図書館でもある。図書館は目録化、デジタル・アーカイヴ化、そしてベートーヴェン・ハウスのウェブサイトも担っている。図書館収蔵品の多くはベートーヴェンや同時代の作曲家による楽曲の原本、初版または最初期の版であるため、レコーディングが行われる以外にも論説や書籍の形で学術的文献が出され、より広い歴史的、文化的文脈をとらえて文献や雑誌が刊行されている。こうして図書館はベートーヴェンの楽曲とその評価のみならず、作曲家が置かれていた歴史的、人間的環境も文書化しているのである。50,000点の書籍と論説に加え、160点の雑誌、27,000点の音楽資料があり、そのうち6,500点はベートーヴェン自身か関連する資料である。そして11,000点の画像とマイクロフィルム記録、2,500点の音声映像資料が利用可能である。遺贈品、購入品、寄贈品により、図書館は大きな成長を遂げた。最も重要な収蔵品のひとつに、スイスの医師でベートーヴェン関連の蒐集家であったハンス・コンラート・ボドマーが1956年にベートーヴェン・ハウスへ遺贈した850点を超える品物と、ベートーヴェンの友人で伝記作家のフランツ・ゲルハルト・ヴェーゲラーのコレクションがある。これは1998年に永久貸与の形でベートーヴェン・ハウスに委ねられた400点以上の品からなる。さらに、図書館はその他の遺贈品も収められており、元の所有者としてはアントン・シンドラー、テオドール・フォン・フリンメル、マックス・ウンガーらの名前が挙げられる。伝記データを含め約100,000点の資料を擁し、ベートーヴェン・ハウス図書館は現在ベートーヴェンに関する公共図書館としては最大の規模を誇っている。閲覧室と書架は世界中からの訪問者で賑わっており、ベートーヴェン自身も演奏を行ったかもしれない歴史的な四重奏演奏卓で勉強や研究に勤しんでいる。

### エディション

#### コンプリート・エディションとファクシミリ・エディション
ベートーヴェン・ハウスの使命のひとつに学術使用のためにコレクションを整理、評価することがある。ベートーヴェン作品に関して異版や解釈上の疑問が増加していることを受け、新たなコンプリート・エディションの必要性が増加している。1863年-1865年/1888年以降、ライプツィヒのブライトコプフ・ウント・ヘルテルのコンプリート・エディションが入手可能であるが、これには当時知られていたベートーヴェン作品の印刷譜しか収められていない。その後に発見された作品や未出版の作品（作品番号の付いていない作品）は旧エディションには収録されていない。また、歴史的エディションたる条件も変わってきている。第二次世界大戦による遅れがありながらも、1959年に開始された新ベートーヴェン・エディションの第1巻が楽譜出版者のヘンレから1961年に出版されている。今日に至るまで、これがアーカイヴの最も重要な学術的プロジェクトとなっている。作品の分類と楽器編成によって分けられた56の巻が計画されている。エディションではベートーヴェン・アーカイヴの学術員と国際的に著名な音楽学者が校正を行い、楽譜上のベートーヴェンの意図を特定しようと努めている。しかし、そうした情報は権威ある文献の比較検討、確定報告による証明、現代のメディアを通じた公表によっても常に明快な形で得られるとは限らない。コンプリート・エディションの仕事を行う傍ら、ベートーヴェン・アーカイヴの職員はゲオルク・キンスキーとハンス・ハルムが1955年に出版した作品目録の検証も行っている。自筆譜を選別してファクシミリとして出版することはベートーヴェン・ハウスの創設者の意向に適う活動である。資料の原本を収集、維持し、学術的側面から整理し、研究者や一般の人々が利用できるようにするのである。他の業務との兼ね合いで検証作業は当初中断されたが、1953年にはヨーゼフ・シュミット＝ゲルクの指揮下で新たに開始されて以来、後任者らによって続けられてきている。ベートーヴェン・ハウスの出版部ではピアノソナタ第21番（Op.53、ヴァルトシュタイン）、ヨハン・ヴォルフガング・フォン・ゲーテの詩による歌曲、6つのバガテル（Op.126）といった作品の手稿譜や初版だけでなく、書簡のような文書、1812年から1818年にかけてのベートーヴェンの日記帳、1792年にウィーンへと旅立つ作曲者を送り出した友人たちの署名などを出版している。

#### スケッチ研究

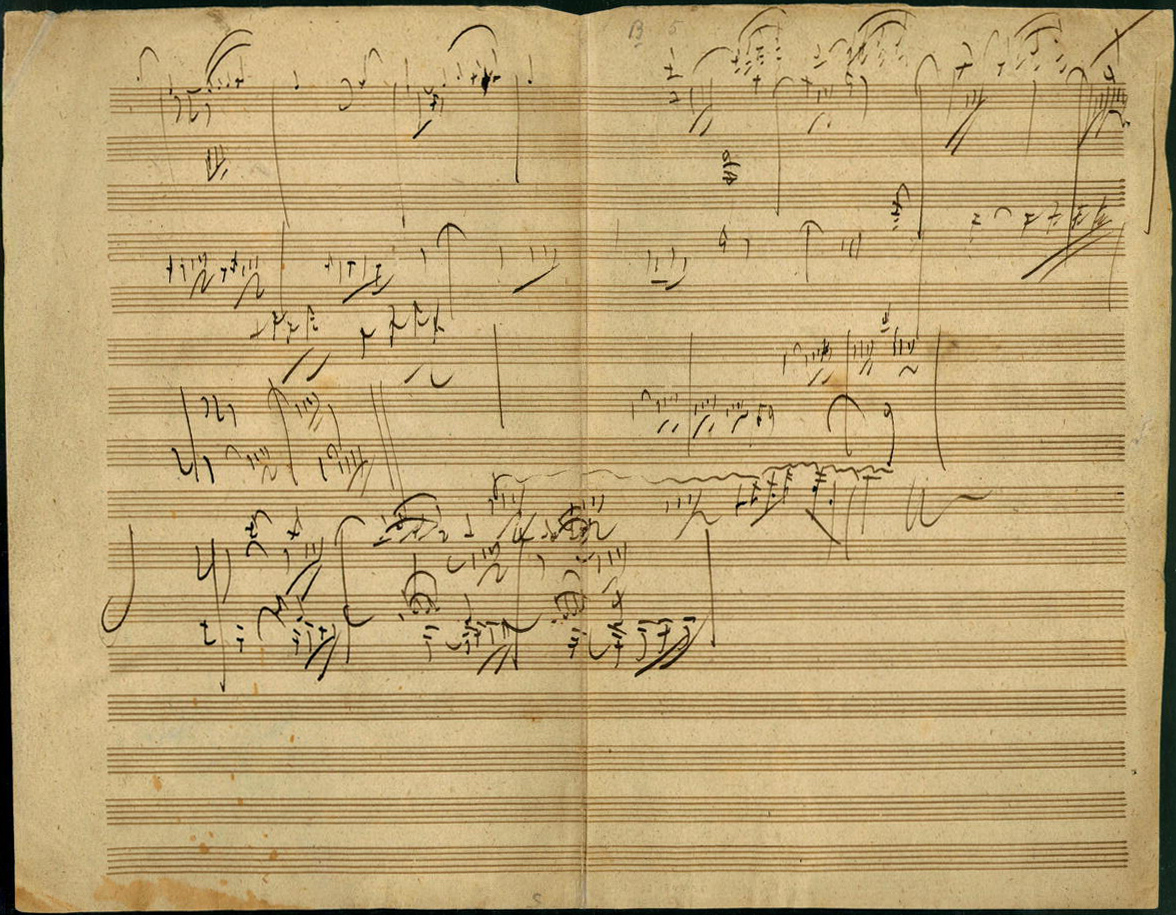
ベートーヴェンのピアノソナタ第28番（Op.101）のスケッチ。

ベートーヴェン研究の一分野としてのスケッチ研究は、音楽学の中では一般的に無視されているもののベートーヴェン・アーカイヴでは1972年から既にガイドラインに組み込まれていた。1952年にヨーゼフ・シュミット＝ゲルクがスケッチとベートーヴェンが作品のために書いた下書きを評価し、コメントをつけた学術エディションを立ち上げた。ジークハルト・ブランデンブルクが1972年に作業を継続、最新のスケッチ・エディションは2011年に出版されている。

#### 書簡と会話帳
ジークハルト・ブランデンブルクの指揮の下、ベートーヴェンの書簡全集計画が開始された。ベートーヴェンの手書きの文字は解読困難である場合が多く、現存する書簡は世界中に散らばっているため、この仕事は特別に多大な努力を要するものとなっている。6巻（1783年-1827年の書簡）と網羅的な記名の巻もヘンレ社から1996年/1998年に出版されている。追加の文書と署名を集めた第8巻が準備中である。約2,300通の書簡のうちの約600通（半数がオーディオ・レター）がデジタル・アーカイヴにおいて原本の状態で入手可能であり、書き起こし、内容の要約、出典情報が示されている。1920年代の終盤には既にシーダーマイアーが会話帳全集の刊行を模索していたが、プロイセン、次いでドイツ州立図書館が1968年から2001年の間の計画とエディションの出版を無効にしていた。現在11巻が入手可能であるが全集はまだ完結していない。

#### 人物データベース
作品と書簡のエディションを補完すべく、人物データベースの製作が2010年よりベルリン＝ブランデンブルク科学アカデミー（BBAW）と共同で進行中である。ベートーヴェンの周囲にいた人物及び彼らとベートーヴェンの関係を年代別情報にまとめ、インターネット上で公開することを目標にしている。

### 出版部 / 出版物

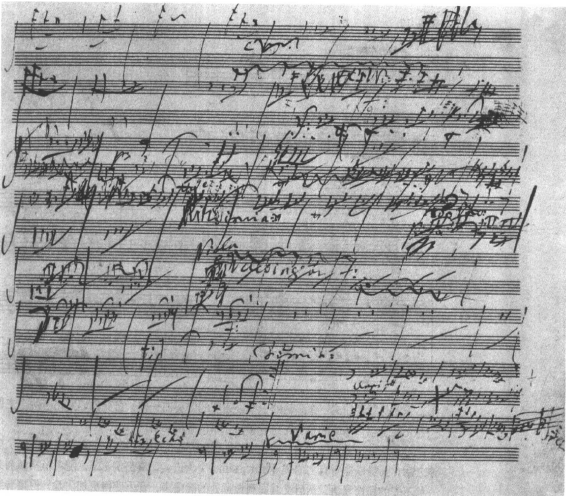
交響曲第6番（田園）。

ベートーヴェン・ハウスの職員の成果は組織が抱える出版部によって世に出される。ベートーヴェン・アーカイヴの多数の版がベートーヴェン・ハウスの数ある出版物の一部として出版されている。ルートヴィヒ・シーダーマイアーが編集者として指揮を執って出された最初のシリーズは1920年から1934年の間に10巻を数えた。その大部分はファクシミリを添えたベートーヴェンの原典文書にコメントを付したものであった。シリーズにはモノグラフも含まれている。戦後は『Neue Folgen』（新シリーズ）の名前で継続された。新シリーズ1にスケッチや下書きが収録されたことから、スケッチ研究がいかに意義深いものであると常日頃考えられているかを窺い知ることができる。シリーズ2の一部として、「Beethoven-Jahrbuch」（ベートーヴェン＝イヤーブック）が1953年/1954年と1973年/1981年に出版された。1999年になるとイヤーブックの代わりとして、「Bonner Beethoven-Studien」（ボンのベートーヴェン研究）がシリーズ5として年次発行されるようになった。ベートーヴェンの生涯並びに作品、需要に関する出典と解釈を扱う記事に加え、シリーズでは直近のベートーヴェン・ハウス、ベートーヴェン・アーカイヴ、出版部の活動を取り上げている。第3集ではファクシミリ・エディションが取り上げられた。交響曲第6番（Op.68、田園）（Vol.14 2000年）とピアノソナタ第14番（作品27-2、月光）（Vol.16 2003年）によって、出版部はドイツ音楽エディション賞を受賞している。2013年には「Beethoven im Bild」（2012年）にも同賞が授けられた。
ベートーヴェン研究に関する出版第4集には、ベートーヴェン研究と研究にまつわる話題を扱った会議報告、論文、モノグラフが掲載された。出版物としては作曲者の家族と住居、フランスでのベートーヴェン作品の受容、初期音楽の受容にベートーヴェンがもたらした影響を取り上げた書籍が数冊ある。他の書籍は特定の作品、ジャンル、または解釈の問題について扱ったものである。今日、出版部はベートーヴェン・ハウスの一部門として機能しており、ベートーヴェン研究に関する文献、子ども向け、そして音楽ファン向けの書籍、およびCDを出版している。出版部はミュンヘンでベートーヴェンの作品や書簡の大規模なエディションを刊行するヘンレ社と緊密な協業関係にある。出版物の販売、流通のためにベートーヴェン・ハウス出版部は2007年にシュトゥットガルトのカールス傘下に入った。

### 文書 / カタログ
こうした出版物とその他の図書館が収蔵する文献、自筆譜、絵画、報道記事、録音は異なるカタログに整理されており、インターネットからも入手できる。図書館カタログだけでも800点以上のベートーヴェンの伝記、作品研究、スケッチ、出典研究、演奏法や楽器学の文書、音楽史研究、ウィーンやボンに関わる文書、書誌学的や辞書的な参考図書、19世紀を中心とした歴史的雑誌、受容史に関する文書や研究、現代ヨーロッパ言語でのプログラム冊子を擁している。何もかもを捉えようという試みは既に放棄されており、代わりとして地元史とベートーヴェン文献の受容に焦点を当てた報道アーカイヴに切り替わっている。印刷楽譜の中で優先度が高いのはベートーヴェンが自ら発注したオリジナル版や、作曲者の生前に出版された歌唱声部や楽譜エディションである。網羅領域は主要編集者、出版社によるエディション、論評、ポケットスコア、他の出版社から出される新しいクリティカル・エディションによって補われていく。ベートーヴェンに関連する音楽項目に加え、ベートーヴェンと同時代の音楽家の初期出版品のコレクションも維持されている。さらに蝋管録音、LPレコード、音楽テープ、CD、ベートーヴェンの映画も含まれる。焦点は全集録音と貴重な録音に当てられている。収蔵品の一覧には出版物の表題のみならず、内容に関する情報、出所、簡単な説明書きが添えられている。こうすることは特に出版物の中でも古いもの、珍しいもの、網羅的なもの、そして印刷譜や手稿譜に有用となる。詳細な目録が追加の情報源となって検索が容易になるのである。現在のプロジェクトはベートーヴェンの考えと思考様式を決定づけるために作曲者自身の蔵書を再現することである。ベートーヴェンが読み、研究し、複写し、抜粋し、音楽に加え、貸し借りし、捨てたり購入したいと考えていたとされる書籍や音楽項目の一覧は極めて長大なものとなるだろう。しかしながら、ベートーヴェンの所有物の中核をなすもの、彼自身の蔵書や楽譜のコレクションでさえ一部が知られているに過ぎない。したがって、プロジェクトではそれらをより入念に同定し、ベートーヴェン・ハウスに取り揃えようとしている。図書館司書と研究者が知識を駆使し、古物商や蒐集家らが特別な状態を保つと思われれば本を売却するのである。本の採用することで、ベートーヴェン・ハウスに友好的な者たちも事業の援助を行うことができる。

### ベートーヴェンの楽器の音源情報
ベートーヴェンが使用した楽器を耳にできる機会をコンサートの外にも広げるべく、ベートーヴェン・ハウスはCDシリーズの製作に着手した。タベア・ツィンマーマン、ダニエル・ゼペック、シュパンツィヒ四重奏団、イェルク・デームス、アンドレアス・シュタイアーといった著名演奏家が、ベートーヴェンや同時代の作曲家の作品をベートーヴェンの弦楽器、ブロードウッドやグラーフのピアノフォルテで演奏する。また、1955年と1958年にパブロ・カザルスがベートーヴェン・ハウスを訪れてベートーヴェンのチェロを演奏した伝説的訪問の様子も記録されている。

## ベートーヴェン・ハウス・ボン協会

### 協会の歴史と活動
1888年のボン市はベートーヴェンの生家の保存に関心がなかったため、ボンの12人の芸術愛好家と年金受給者が1889年2月24日にベートーヴェン・ハウス協会を設立し、物件を取得すると記念史跡とした。彼らは生誕地を「ベートーヴェンの若年期の姿に」再建するのみならず、作曲者の作品の自筆譜、印刷譜、手紙、絵画、その他のお気に入りの品々のあらゆるものに加え、彼に関する全ての文献、受け手が作曲者のことをより深く知ることができるような物であれば何でも収集したコレクションを立ち上げることを目標に据えた。彼らが目指したのは家屋を手に入れて記念施設として維持することだったのである。生家は57,000マルクで売却され、改築のためにさらに24,000マルクの費用がかかった。プロジェクトを支えるために創立メンバーは政界、芸術家、科学者から多数の著名人を名誉会員に引き入れることに成功した。そうした中にはオットー・フォン・ビスマルク、ヘルムート・カール・ベルンハルト・フォン・モルトケ、ヨハネス・ブラームス、クララ・シューマン、マックス・ブルッフ、ジュゼッペ・ヴェルディらが名を連ねる。1890年には協会の会員は既に344名を数えるまでになり、その4分の1は外国人で、35名がイギリス人、11名がアメリカ人であった。ベートーヴェンのヴァイオリン協奏曲（Op.61）の解釈で知られ、自らの四重奏団を率いてベートーヴェンの弦楽四重奏の普及に重要な貢献を行ったヴァイオリニストのヨーゼフ・ヨアヒムが名誉会長に就任した。1890年に協会はベートーヴェン・ハウス室内楽音楽祭を立ち上げ、隔年で開催されるようになった。ヨーゼフ・ヨアヒムの指揮の下で著名演奏家の支援を受けつつチャリティー演奏会が催され、建屋の保存と協会の活動に十分な資金が集まった。最初の室内楽音楽祭の会期中に現在に至るまでで最大のベートーヴェン展覧会が開催され、ヨーロッパ中から貸与された360点の品物が展示された。

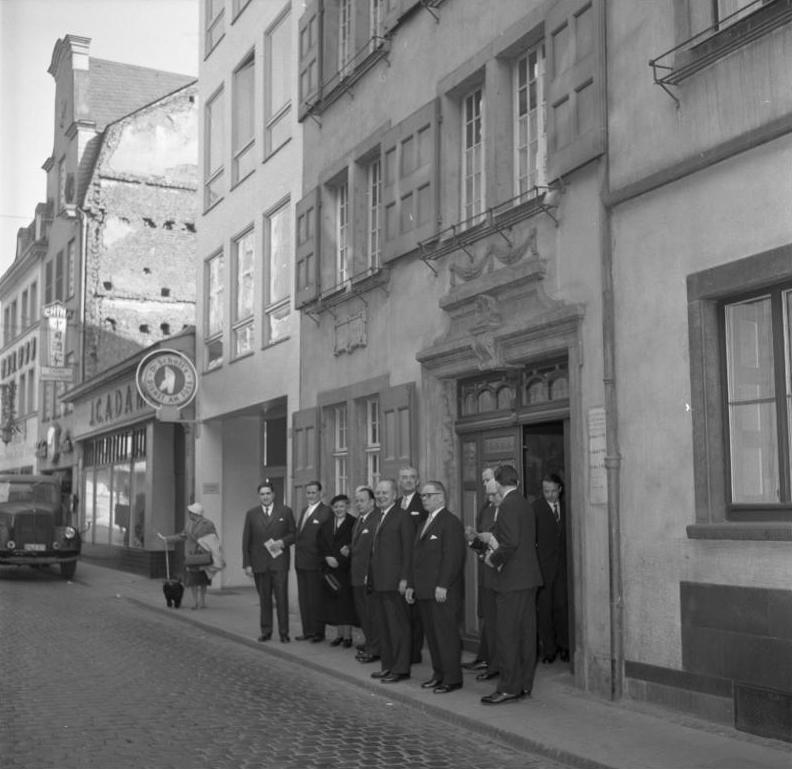
ベートーヴェン・ハウスを訪問するフィンランドの政治家たち。1960年3月15日。

1893年5月10日、第2回室内楽音楽祭の開催中にベートーヴェン・ハウスがベートーヴェンの生涯、作品、影響を展示する記念史跡、そして博物館として開館した。1896年に制定された会則には協会の目的が次のように記されている。「ルートヴィヒ・ヴァン・ベートーヴェンの記憶を博物館、コレクション、催し、音楽演奏、賞の授与、奨学金並びに自ら出版することにより維持する。」続く数十年の間、協会は室内楽音楽祭の運営とコレクションの設立で大忙しであった。博物館と音楽関連の活動を補完すべく、ベートーヴェンに関する研究が徐々に強化されていった。1920年のベートーヴェン生誕150周年に合わせ、協会は所有品の学術出版を開始した。1927年の作曲者没後100周年の際にはベートーヴェン・アーカイヴが立ち上げられた。これは戦後の会則に「記憶と作品の維持」と書かれているように、ベートーヴェン研究の柱として機能している。2004年に目的と責務が見直しと改訂を受け、これは2013年にも行われた。1989年の創立100周年を機に、ベートーヴェン・ハウス協会はアーカイヴ、事務所、室内楽ホールを備える新しい建屋に移った。数度にわたりベートーヴェン・ハウスの活動は公の批判に晒されている。生誕地そのものを用いた博物館の状態は最新のものになっておらず、時代遅れだという批判である。にもかかわらず、2006年の独創的「ドイツにおける投資 - 創造の国」では、当時のドイツ首相ホルスト・ケーラーが博物館、研究拠点、新しいメディアの革新的組み合わせに対してベートーヴェン・ハウスに賞を与えている。ベートーヴェン・ハウスは協会の創立125周年とベートーヴェンの生誕250周年に向けて準備を行っている。

### 組織構成と協会の指揮系統
ベートーヴェン・ハウス協会は1896年に法人となった。会員の定期総会と任意取締役会が開かれる。伝統に則り、会員に選出された5人から12人が取締役となる。議長と秘書、会計係、そして最高経営責任者としてのベートーヴェン・ハウスの理事長も取締役を務める。理事長は取締役会から指名される。ベートーヴェン・ハウスの支配人は管理を統括し、ビジネスの指揮を執り、協会の施設とプロジェクトに責任を負う。1998年に異なる部門の統括として新しいポジションが置かれた。アンドレアス・エックハルト（2009年まで）が理事長に任命された。後任はフィリップ・アードルング（2010年まで）とマンフレート・ハーニッシュフェーガーである。2012年以降はマルテ・ベッカーがベートーヴェン・ハウスの理事長を務める。理事長の他に、協会と協会の目的の促進のために委員会が置かれている。委員会には議長、秘書と会計係、相談役としての理事長、そして有責当局の担当者がいる。協会の議長は次の通り。

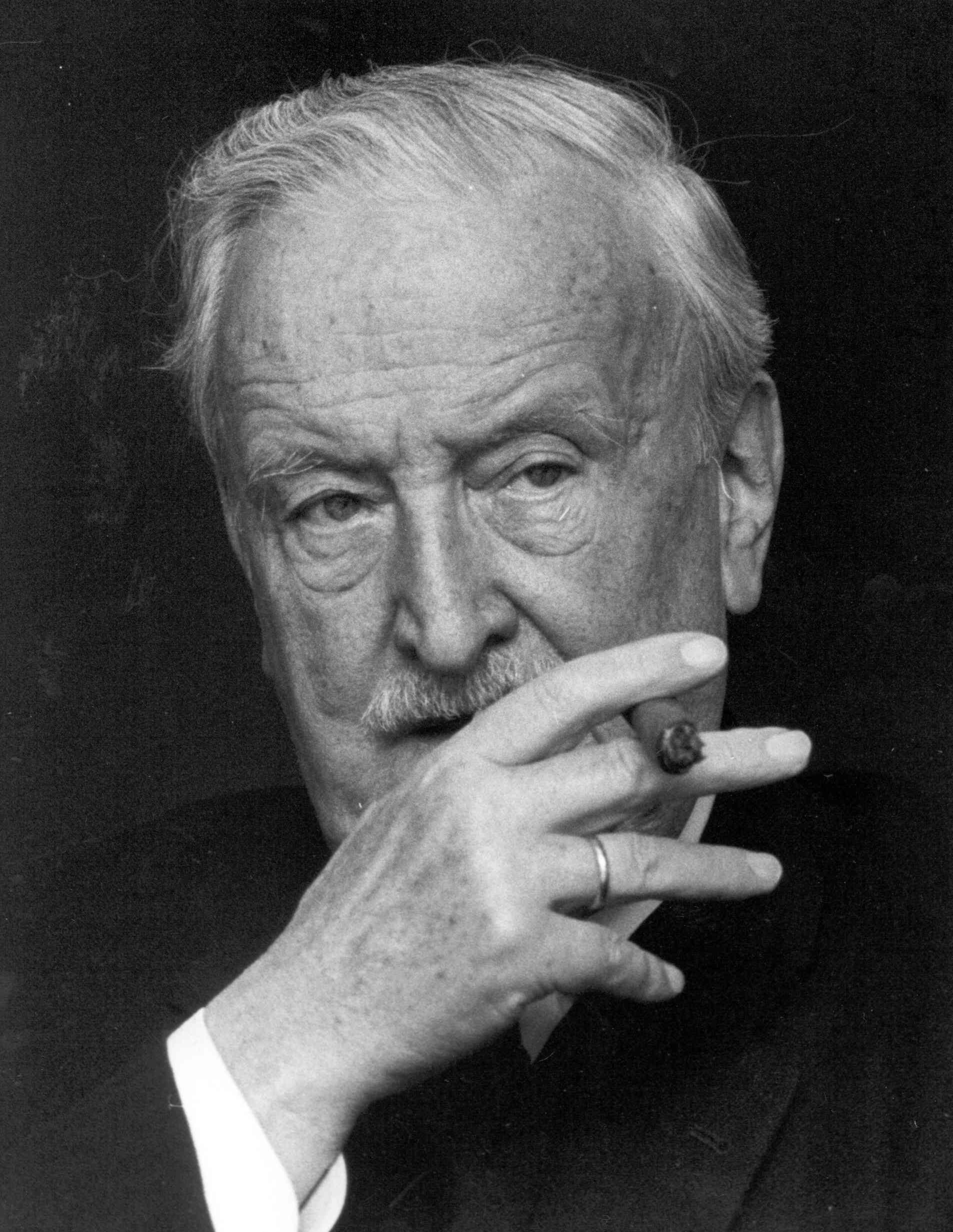
ヘルマン・ヨーゼフ・アプス、1970年代。

- 1889年-1903年 カール・アルフレート・エッビングハウス （1833年–1911年）
- 1903年2月-1903年12月 マックス・フォン・ザント （1861年–1918年）
- 1903年-1912年 ディットマー・フィンクラー （1852年–1912年）
- 1912年3月-1923年 エルンスト・ツィーテルマン （1852年–1923年）
- 1923年-1929年 フェルディナント・アウグスト・シュミット （1852年–1929年）
- 1929年-1932年 フリードリヒ・クニッケンベルク （1863年–1932年）
- 1932年2月-1945年 ルートヴィヒ・シーダーマイアー （1876年–1957年）

1945年5月7日、軍政府の要請を受けて管理協議会が協会の運営とは別に置かれるようになった。
- 1945年-1960年 テオドール・ヴィルデマン （1885年–1963年）
- 1960年-1994年 ヘルマン・ヨーゼフ・アプス （1901年–1994年）
- 1994年-2004年 フリードリヒ・ヴィルヘルム・クリスティアンス （1922年–2004年）
- 2004年-2012年 クルト・マズア （1927年-2015年）
- 2012年- タベア・ツィンマーマン （1966年-）

指揮者のクルト・マズアが議長に選出されたことで芸術家が議長を務めるというかつての伝統が復活することになった。また後任のタベア・ツィンマーマンはヴィオラ奏者であり、なおかつ史上初の女性議長である。協会は創設当初より多様な分野で専門知識を発揮する様々な社会階層の会員を擁していた。今日、協会には1,000人を超える会員が所属している。音楽分野で優れた活躍をした、もしくはしている多くの人物に現在も名誉会員の称号が贈られている。資金の約半分は当局が負担しており、残りの50パーセントは寄付とスポンサー、協会自身の活動、さらに財団や振興協会などプロジェクト関連の外部団体によって賄われている。非営利のベートーヴェン・ハウス・ボン財団が1999年に設立され、利息収入によってベートーヴェン・ハウスのプロジェクトのみに支援を行っている。財団の資本を増強させた寄付者には「パトロン」、「ドネーター」、「ファウンダー」といった名誉称号が贈られる。博物館ショップや画像の使用権付与などの収入に特化した部門と活動は、ベートーヴェン・ハウス・フェアトリープゲゼルシャフトmbHに外部委託されている。その収入は公的支援を受けている予算に組み込まれる。